# オワイン・グリンドゥール
オワイン・グリンドゥール（ウェールズ語: Owain Glyndŵr (ウェールズ語発音: [ˈoʊain ɡlɨ̞nˈduːr])、Owain Glyn Dŵr、1349年ないし1359年ころ – 1415年ころ）は、ウェールズ人としては最後にプリンス・オブ・ウェールズ（ウェールズ公：ウェールズ語: Tywysog Cymru）と称した、ウェールズの統治者。イングランドによるウェールズ支配に抵抗する、強烈かつ長期にわたる反乱を煽動し続けたが、結局のところその試みは失敗に終わった。
日本語における表記は多様であり、オワイン・グリンドゥールのほかに、オウエン・グリンドウ、オウェイン・グリルダウル、オーウェン・グリンドゥールなどが見られる。

## 概要
グリンドゥールは、父グリフィズ・フィハン2世を通して、ポーイス王国の王家の血と、ポーイス・ファドッグの領主 (Tywysog)、グリンドブルドゥイ卿を受け継いでおり、母エレン・ファーハ・トマス・アプ・リウェリン (Elen ferch Tomas ap Llywelyn) を通してデハイバースの領地や称号も受け継いでいた。
1400年9月16日、グリンドゥールは、イングランド王ヘンリー4世の支配に対してグリンドゥールの反乱を起こした。当初、この蜂起は相当にうまく行き、たちまちウェールズのかなり広範囲を支配下に収めるまでになったが、決定的な諸々の弱点、特に、反乱側に大砲がないことで防御を固めた城塞の奪取が困難なこと、艦船を保有していないことで海岸線の防御が脆弱なこと、を抱えていた。蜂起は結局のところ、物量に優るイングランド勢によって圧倒された。グリンドゥールは、1409年に最後の拠点からも追い落とされたが捕縛は免れ、彼を目撃したとする記録は1412年を最後に途絶えた。グリンドゥールは、敵方の新王ヘンリー5世が示した恩赦の意向を、2度にわたって無視し、莫大な報酬まで用意されたにもかかわらず、ウェールズを裏切ってイングランド側に帰順することはなかった。1415年には、かつての配下が、グリンドゥールの死を記録した。
グリンドゥールは、ウィリアム・シェイクスピアの史劇『ヘンリー四世 第1部』において、英語化された綴りのオウエン・グレンダワー (Owen Glendower) という名で、魔術と感情に支配された野蛮でエキゾティックな人物として登場する。
その死によって、オワイン・グリンドゥールは、民衆を解放するために呼び返されることを待ち続ける英雄として、カドワラドル、カナン (Cynan)、アーサー王に並ぶ、神話的存在となった。19世紀後半には、カムリ・ファズ（若きウェールズ）運動が、ウェールズのナショナリズムの父としてのグリンドゥール像を再創出した。

## 結婚と家族
オワインは若いうちに、デヴィッド・ハンマー (Sir David Hanmer、1332年-1387年) (英語版) の娘でウェールズ語名マレド・ベルッフ・ダヴィズ (Marred ferch Dafydd) として知られているマーガレット・ハンマー (Margaret Hanmer、1370年-1420年) (英語版) と結婚した。
オワインの娘のアリス (Alys ferch Owain Glyndŵr) (英語版) は、王によりヘレフォードシャーのシェリフ (Sheriff) (英語版) に任命されていたジョン・スキューダモア (John Scudamore) (英語版) と秘密裏に結婚していた。どういうわけか彼は反乱を乗り越え、役職を維持していた。オワインは最後はケントチャーチ (Kentchurch) (英語版) の彼らの家に匿われていたと言われている。スキューダモアの孫はキッドウェリー (Kidwelly) (英語版) のジョン・ダン卿 (Sir John Donne、1420年代-1503年) (英語版) で、成功したヨーク朝の廷臣 (courtier) (英語版) 、外交官、兵士だった。彼は1485年以降、彼と同じウェールズ人のヘンリー7世と和解した。ダン家を通じて、多くの有名なイギリスの家系がオワインの子孫となり、その中にはオックスフォード伯爵位を保有するド・ヴィアー家や、デヴォンシャー公爵位を持つキャベンディッシュ家 (House of Cavendish) (英語版) などが含まれる。
ヤコブ・ユード・ウィリアム・ロイド (Jacob Youde William Lloyd、1816年-1887年)  によると、オワインとマーガレットは5人の息子と4人:211、あるいは5人:199 の娘をもうけた。
- グリフィズ (Gruffudd、1375年-1412年) (英語版) - イギリス軍により捕えられ、ノッティンガム城に幽閉された後、1410年にロンドン塔に送られて1412年頃腺ペストで獄死した。
- マドッグ (Madog)
- マレディッズ (Maredudd) (英語版) - 生年は不明。1421年に恩赦を受けた。
- トマス (Thomas)
- ジョン (John)
- アリス (Alys) (英語版) - ジョン・スキューダモア卿と結婚した[9]。グリンダブルデュウィ (Glyndyfrdwy) (英語版) とカンスライス (Cynllaith) (英語版) のレディーで、ウェールズ南部のポーイスとグウィネズの公国の相続人であった。
- ジェーン (Jane)
- ジャネット (Janet) - ヘレフォードシャーのクロフト城 (英語版) のジョン・ドゥ・クロフト卿と結婚した。
- マーガレット　(Margaret) - ヘレフォードシャー、モンニングトン (Monnington) (英語版) のリチャード・モンニングトン卿と結婚した。

5人目の娘カトリン (Catrin ferch Owain Glyndŵr、1413年没) (英語版) は、ロイドの著作には名前を書かれていないが、他の文献には記録されている。彼女は第3代マーチ伯エドマンド・モーティマーの息子、エドマンド・モーティマー卿 (Edmund Mortimer、1376年-1409年) と結婚した。
オワインの息子たちは皆捕虜になったか、あるいは戦死しており、誰も子供はいなかった。オワインにはその他に非嫡出子として、デヴィッド、グウェンシリアン (Gwenllian) 、レイアン (Ieuan) (英語版) 、ミヴァンウィー (Myfanwy) がいた。